# Kuman
Kuman là một xã trong quận Fier thuộc hạt Fier, Albania. Dân số năm 2005 là 7381 người.